# Changed
Changed è l'ottavo album in studio del gruppo country statunitense Rascal Flatts, pubblicato nel 2012.

## Tracce
Edizione Standard
1. Changed – 4:22
2. Banjo – 4:16
3. Hot in Here – 3:51
4. Come Wake Me Up – 4:23
5. She's Leaving – 3:16
6. Let It Hurt – 3:53
7. Lovin' Me – 3:25
8. Hurry Baby – 3:55
9. Sunrise – 5:06
10. Great Big Love – 3:23
11. A Little Home – 4:01

Edizione Deluxe - Tracce bonus
1. Friday – 2:56
2. Fall Here – 3:28
3. Right One Time – 3:24
4. Next to You, Next to Me – 4:08